# Théorie de l'ordre hiérarchique financier
La théorie de l'ordre hiérarchique financier (en anglais, pecking order theory) postule que coût de financement augmente en fonction de l'asymétrie d'information. Cette théorie est popularisée par Myers and Majluf en 1984. C'est une des théories les plus importantes de la finance d'entreprise.

## Théorie
La théorie de l'ordre hiérarchique financier établit que, des trois formes de financement possibles pour une entreprise (trésorerie interne, la dette, les actions), une entreprise préférera se financer à partir de sa trésorerie interne, puis de la dette, et enfin, en dernier cas, en vendant des actions.
Cela a une conséquence pratique sur le mode de fonctionnement de l'entreprise : une fois qu'elle a vidé sa trésorerie interne, elle générera de la dette. Si elle ne peut plus en générer, elle produit alors des actions. Le rejet du financement par actions est dû à ce que la génération d'actions signifie une vente d'une partie de la propriété de l'entreprise.
Myers et Majluf mettent en lumière les conséquences de l'asymétrie d'informations entre les managers et les investisseurs. Si l'entreprise se finance par des actions, c'est qu'elle pense que les actions sont surévaluées, et peuvent donc leur apporter du financement facile et abondant. Si l'entreprise se finance par de la dette, c'est qu'elle pense que les actions sont sous-évaluées.
Myers remarque un autre avantage du financement interne : lorsque des flux de cash positifs sont générés, ils peuvent être réutilisés immédiatement par l'entreprise ; il n'y a pas besoin de passer par des investisseurs.

## Vérification empirique
La théorie de l'ordre hiérarchie financier résiste bien à l'empirie. Le Fonds monétaire international remarque que l'analyse des flux financiers internationaux montrent que les Investissements Directs à l’Étranger (c'est-à-dire des investissements similaires aux fonds propres) sont, en volume, supérieur à ceux de dette, qui sont eux-mêmes supérieurs à ceux d'actions.
Une étude de 1999 réalisée par Shyam-Sunder et Myers sur 157 entreprises (entre 1971 et 1989) a validé la théorie.
Myers admet toutefois lui-même que sa théorie n'est pas entièrement conforme à la réalité, en ce qu'il arrive que des entreprises lèvent des capitaux en vendant des actions avant de générer de la dette.